# فرودگاه شکو
فرودگاه شکو (به انگلیسی: Shakawe Airport) یک فرودگاه همگانی با کد یاتا SWX است که یک باند فرود بله دارد و طول باند آن آسفالت متر است. این فرودگاه در کشور بوتسوانا قرار دارد و در ارتفاع ۱۰۳۰ متری از سطح دریا واقع شده‌است.